# Aline Zeler
Aline Zeler (Libramont-Chevigny, 2 juni 1983) is een Belgische oud-voetbalspeelster.

## Biografie
Zeler startte haar voetbalcarrière in de jeugdploeg van Tenneville Sports. In 2004 tekende ze een contract bij Standard Luik. In 2006 won ze met de Beker van België een eerste prijs. Dat jaar verliet ze Luik voor RSC Anderlecht, waar ze drie jaar zou blijven. In het seizoen 2009/10 speelde ze voor Sint-Truiden en werd ze voor het eerst landskampioen. Daarna trok ze weer naar Standard Luik, waar ze zes keer op rij landskampioen werd en in 2015 eveneens de titel in de BeNe League mee won. In 2012 en 2014 won ze de Beker van België voor een tweede en derde keer. In het seizoen 2017/18 kwam ze wederom uit voor RSC Anderlecht, waarmee ze ook in 2018 Belgisch landskampioen werd. In het seizoen 2018/19 speelde ze voor PSV Eindhoven. Na afloop van het seizoen stopte ze met voetballen en werd ze coach van Jong PSV.
Zeler maakte in 2004 haar debuut bij de Belgische nationale ploeg. In 2019 nam ze afscheid met 110 caps en 29 doelpunten op haar naam. Ze was toen met afstand Belgisch recordinternational.
In 2019 stopte ze geheel met voetbal op het hoogste niveau.
Op 1 september 2020 pikte ze de draad weer op en tekende ze voor KRC Genk Ladies. Deze samenwerking werd in onderling overleg stopgezet op 1 maart 2021.

## Palmares
- Belgisch landskampioen: 2010, 2011, 2012, 2013, 2014, 2015, 2016, 2017, 2018
- Beker van België: 2006, 2012, 2014
- Belgische Supercup: 2011, 2012
- BeNe League: 2015
- BeNe Supercup: 2011, 2012

## Eerbetoon
- 2016 - The Sparkle, trofee voor beste Belgische vrouwelijke voetbalster